# Alannah Myles
Alannah Myles, född 25 december 1958 i Toronto, Ontario, är en kanadensisk rock- och bluessångerska och musiker. Hon är bland annat känd för listettan "Black Velvet".

## Biografi
Myles växte upp i Toronto och Buckhorn där hennes familj äger en ranch där hon lärde sig att rida. Hon skrev sin första sång då hon var åtta år gammal. Låten hette "Ugly Little Cabbage in the Garden" och tillägnades systern som hon retades med. Senare sålde hon sin häst och köpte en Ovationgitarr och började spela på olika klubbar och kaffestugor.
När Myles var arton år började hon uppträda i södra Ontario. Hon träffade Christopher Ward som hon bildade ett coverband; de spelade låtar av bland andra Aretha Franklin, Bob Seger och The Pretenders. Hon fick flera uppdrag genom att lura klubbägare att en del av hennes egna låtar var coverlåtar. Senare kom David Tyson med i hennes band.
1989 släppte hon låten "Black Velvet" som blev listetta i flera länder, bland annat i Kanada där den vann tio gånger Platina. Totalt sålde den fem miljoner skivor över hela världen och vann tre Juno Awards och en Grammy Award. Hon turnerade i arton månader i sträck som förband för bland andra Robert Plant, Tina Turner och Simple Minds.
Myles har haft flera andra hits i Kanada, bland annat "Love Is" och "Song Instead of a Kiss". "Black Velvet" är hennes enda internationella hit.
2005 tävlade hon i Melodifestivalen tillsammans med Kee Marcellos band K2 och låten "We Got It All", men de tog sig inte vidare från sin deltävling.

## Diskografi
- Alannah Myles (1989)
- Rockinghorse (1992)
- A-lan-nah (1995)
- A rival (1997)
- Alannah Myles: The Very Best Of (1998)